# 소리꽃 가객단
소리꽃 가객단은 2021년 싱글 《소리꽃 가객단》으로 정식 데뷔한 대한민국의 6인조 국악 그룹이다.

## 음반
- 소리꽃 가객단 (2021)

## 공연
- 2019 대한민국 창극제 (2019)
- 이팔청춘 담판콘서트 2021 청춘가 (2021)
- 제 7회 흥 페스티벌 “RE: BOOT” (2021)
- KBS 국악한마당 “꽃본 듯 반갑다 2022” 출연 (2022)